# 福地勝衛門
福地 勝衛門（ふくち かつえもん、天保元年（1830年） - 元治2年4月5日（1865年4月29日））は、江戸時代後期の水戸藩士、幕末の尊皇志士。靖国神社の祭神。仮名は勝衛門。諱は道遠。位階は贈正五位。

## 生涯
福地政次郎の長男として生まれる。家禄は250石。床机廻、馬廻を経て父と同じ軍用掛となる。元治元年（1864年）、父ともども宍戸藩主・松平頼徳を迎えて水戸天狗党として転戦し、10月、自首する。元治2年（1865年）4月5日、下総国古河藩で斬首となる。維新後、大正4年（1915年）に正五位を贈位され、靖国神社に祀られる。